# 沃伦大屠杀
沃里尼亞與東加利西亞地區的種族滅絕，又稱沃倫大屠殺，是乌克兰民族主义者组织（极端派）的军事组织——乌克兰反抗军在德國占领下的沃里尼亚发动的种族清洗行动，始于1943年3月并于1944年末结束。该组织试图在苏德战争的乱局中，用暴力手段让乌克兰得到独立地位。大屠杀在1943年7月至8月，乌克兰反抗军指挥官德米特羅·克利亞奇基夫斯基下达了屠杀所有十六岁至六十岁波兰男性的命令之后，屠杀活动达到巅峰，尽管命令杀害的是壮年波兰男子，但是很多受害者为波兰妇孺。大屠杀导致沃里尼亚四至六万波兰人死亡，而在东加利西亚这个数字大约是两万五千至四万。在大屠杀期间，波兰人受到攻击同时，乌克兰人也遭到了报复，相对来说，乌克兰人遇害者要少的多，死亡人数大约为一万人左右。

## 二战前的历史背景
1939年苏联与德国联合入侵波兰之前的波兰第二共和国时期，沃里尼亞曾经是波兰第二共和国的一部分。按照东欧历史学家史奈德的观点，在1928年至1938年之间，沃里尼亞地区在东欧地区实施种族及宗教政策最宽容的地区。当时的波兰领导人约瑟夫·毕苏斯基通过支持该地区自治和乌克兰东正教文化等政策，期望实现乌克兰人对波兰国家的忠诚以及削弱苏联在该地区的影响。1936年毕苏斯基去世之后，随着乌克兰民族激进主义的抬头，这种政策被逐渐放弃。
1929年，乌克兰民族主义组织（OUN）在奥地利维也纳成立，这是一个包括乌克兰法西斯联盟和极右翼组织联合激进组织。该组织成立之后在波兰发起了恐怖活动，其中包括暗杀波兰知名政治家，如内政部长布罗尼斯瓦夫·皮耶拉茨基以及甚至对乌克兰持温和立场的政治外交家塔德乌什·霍洛夫科等人。
这些恐怖活动和内乱导致波兰警察对当地的乌克兰人采取了压制政策，拆除乌克兰社区中心和图书馆，没收财产和农产品，并殴打抗议者。为禁止乌克兰人参选，波兰警察监禁了乌克兰议员，为此当地选民在恐吓之下投票给了波兰候选人。为此乌克兰当地的局势引起了国际联盟的关注，波兰当局的行为受到了欧洲各国的指责，波兰的政策加剧了该地区的族群分裂。
沃里尼亞是暴力冲突最严重的地方，冲突双方的一方是波兰警察，另一方是得到许多对波兰政府不满的乌克兰农民支持的西乌克兰共产党。共产党人组织了罢工，在1935-1936年至少杀死了31名涉嫌向警方告密者，并开始暗杀当地的与波兰国家合作乌克兰官员，警察进行了大规模的逮捕，据说1935年有18名共产党员被杀，在1936年期间，至少有31人在枪战和逮捕过程中被杀。
从1937年开始，波兰政府在沃里尼亞推行了去乌克兰化的运动，这主要体现在宗教方面，拆除了190多座东正教堂，150座被改为天主教堂，以迫使乌克兰人皈依罗马天主教。到了1939年8月，最后仅存的最后一座东正教教堂也被改为罗马天主教教堂。
从1921年到1938年，波兰当局鼓励大批的波兰人和退伍军人去加利西亚和沃里尼亞定居。根据1931年人口普查，东加利西亚的52%居民说乌克兰语、40%居民说波兰语、7%的居民讲意第绪语，在沃里尼亞，68%居民说乌克兰语、17%居民说波兰语、10%居民说意第绪语，2%居民说德语、2%居民说捷克语、1%居民说俄语。新增加的外来定居者引发了当地乌克兰人的反波兰情绪。波兰实施的严厉政策可以看作是对乌克兰民族主义组织（OUN）暴力行动的回应，这促成了两个民族之间关系的进一步恶化。1934年至1938年期间，在波兰其他地区发生了一些列针对乌克兰人的暴力事件。
在沃伦省，一些新政策的实施导致了对乌克兰语言、文化和宗教的压制，对立情绪也随之升级。尽管该省约68%的人口以乌克兰语为第一语言，但几乎所有的政府和行政职位，包括警察，都被波兰人占据。美国东北大学的历史学副教授杰弗里·鲍兹认为，二战期间在加利西亚和沃里尼亚爆发的对波兰人进行的种族清洗，其根源就在这一时期酝酿而成。乌克兰民众对当时的波兰政策极为愤怒，二战开始后，加入乌克兰民族主义组织（OUN）的积极分子已经达到两万多人，而且得到了广泛的社会支持。

## 二战期间
1939年9月1日二战爆发，根据《莫洛托夫-里宾特洛甫条约》的秘密议定，德国进攻波兰西部，苏联进攻波兰东部。沃里尼亚被苏联占领，苏联将其分为两个州，即：乌克兰苏维埃社会主义共和国的罗夫诺州和沃伦州。苏联占领该地区之后，苏联内务人民委员部开始有计划消灭以波兰人为主的中上阶层，包括社会活动家和军队将领。1939年至1941年期间，20多万波兰人被苏联当局驱赶到西伯利亚，许多波兰战俘被送到东乌克兰，其中两万多波兰军官在卡廷被处决。在这期间，估计有120万至170万波兰人离开此地，要么被送往苏联的西伯利亚，要么逃到德国占领区。
苏联占领该地区之后，尽管有些地方行政部门由乌克兰人和犹太人取代了波兰人的位置，但是苏联随即对乌克兰独立运动采取了压制政策，所有当地的乌克兰政党都被取缔。大约有20,000到30,000名乌克兰政治活动家逃到了德国占领区，大多数没有逃出来的人遭到逮捕。例如：温和的左倾民主党派乌克兰民族民主联盟的领导人和战前波兰议会中的乌克兰代表团团长德米特羅·萊維茨基等人被捕，被送往到莫斯科之后杳无音信 。由于苏联清除了乌克兰社会中代表温和或自由政治倾向的政党和社会活动家，使处于地下活动的乌克兰民族主义极端主义组织成为唯一在西乌克兰中具有影响力的重要组织。

### 屠杀经过
1941年6月苏德战争爆发，德军占领了这片地区。OUN的成员随即配合德国占领军，1942年组建了乌克兰警察，接受德军武器以及军事训练，在德军占领期间，乌克兰警察协助德国党卫军屠杀了居住在沃里尼亚的大约20万犹太人。在这过程中乌克兰警察从德军那里学到了如何进行种族灭绝的方式方法，1943年开始了对当地的波兰人实行有计划的集体屠杀。
OUN虽然是一个右翼民族主义的独裁政党，但是后来分裂为两个派系，一个是以安德烈·梅尔尼克为代表的相对温和派，这派倾向墨索里尼式的独裁方式；而另一派则以斯捷潘·班杰拉为代表的极端派，这派极力仿效纳粹党卫军的方式，在沃里尼亚对波兰人实行屠杀的主要是以斯捷潘·班杰拉为代表的极端派组织。
在OUN成立时，乌克兰人中最受欢迎的政党是乌克兰民族民主联盟，它反对波兰的统治，但呼吁以和平民主方式实现从波兰的独立。所以当中发生的暴力活动遭到了乌克兰主流社会人士的谴责，比如：乌克兰希腊天主教会领袖安德烈·谢普蒂茨基在给统一组织领导人的信中写道：“谁让我们的年轻人道德败坏，谁就是罪犯和我们的敌人”。但是这些因素并没能阻挡极端派势力的增长和权力垄断，最终导致了大屠杀的发生。
苏德战争爆发后，波兰流亡政府和乌克兰OUN的极端派都想到了这种可能性，即：德国和苏联在相互消耗同时，该地区会成为波兰人和乌克兰人冲突的热点。波兰流亡政府曾计划迅速武装接管该领土，作为反德起义的一部分，并以此将收回该地区。但是这种意图与OUN为代表的乌克兰民族独立的立场发生冲突，因此双方不可能达成和解。
在东加利西亚，波兰人和乌克兰人之间的对立在德軍占领下愈演愈烈。由于当地的波兰人认为乌克兰人在1939-1941年与苏维埃政府合作，然后又与德国人合作，所以普遍认为乌克兰人应该被赶出该地区。1942年7月，在利沃夫从事地下活动的波兰救国军的一份备忘录中，建议将100万至150万的乌克兰人从加利西亚和沃里尼亚驱逐到苏联或者分散到波兰各地，而波兰流亡政府和波兰救国军也考虑对乌克兰实行有限自治的建议，但是这个建议在当地的波兰人当中得不到支持，尽管到了1943年波兰地下抵抗组织开始考虑与乌克兰人和解的可能性，但是由于双方都不愿意牺牲各自的利益，因而最终无果。
在战前，OUN就坚持以独裁专制方式实现统一民族主义的理念，按照这个理念。乌克兰的国家地位需要民族同化，只有把波兰人赶走，才能打败其他敌人，在OUN强硬派来看，犹太人已经被消灭，俄国人和德国人在乌克兰是暂时的。因此，趁着德国控制该地区时，OUN强硬派认为必须抓紧行动，以防止未来波兰在这里重新恢复战前边界。乌克兰民族主义者组织（强硬派）在1943年3月举行第二次全体代表大会，会议确定了目标为从未来的乌克兰国的领土中清洗所有的非乌克兰裔居民。实际上，乌克兰民族主义者组织（激进派）的活动并没有限制在清洗波兰族平民的范围之内，他们还希望清除所有在该地区的所有持久性的波兰居民曾经存在的痕迹。1944年一份乌克兰反抗军的命令宣称：“要清除所有与波兰人有关的痕迹。毁坏所有天主教堂和其他波兰礼拜堂的墙壁。摧毁果园和庭院里面的树从而使当地没有任何人生活的迹象。……要注意一点事实，当这片土地上有任何与波兰有关的东西存在，波兰人就有借口重新占有这片土地。”
从波兰和乌克兰的地下报告中可以看出，乌克兰民族主义者最初唯一担心的是在该地区活动的强大苏联游击队。这些团体主要由苏联战俘组成，最初专门袭击当地的定居点，这让OUN和当地的波兰自卫队感到不安，因为他们担心这会遭至德国的残酷报复。而这种担忧后来成为现实，德国军队开始对沃里尼亚的村庄进行扫荡，以削弱苏联游击队的势力。波兰历史学家将这个事实归咎于OUN，但这些行动实际上是在德国人的直接指挥下由乌克兰辅警部队配合行动的。最著名的例子之一是1942年11月13日至14日对卢茨克的一个村庄Obórki的扫荡。大多数行动都是由乌克兰职业警察执行的，但死亡的53名波兰村民是由指挥行动的德国人亲自枪决的
在1942年的几个月之内，OUN强硬派无法控制沃里尼亚的局势，为对付德国，除了苏联游击队之外，还有许多独立的乌克兰自卫团体也开始出现。1942年秋天，第一批OUN强硬派的军事组织在沃里尼亚组建，其目的是控制其他团体。到了1943年春，OUN从德国人手中获得了对沃里尼亚农村的控制权之后，开始了对波兰人采取了大规模屠杀行动。

#### 沃里尼亚地区
1939年至1943年期间，沃里尼亚的波兰人已经减少了大约20万人，降到该地区人口的8%左右。苏联的入侵，摧毁了波兰的军队和警察，因此当地的波兰人失去了保护，很多人被迫流落到广大乡村。
1943年2月9日，一个由叫做赫里霍雷·佩雷希尼亚克（Hryhory Perehyniak）所指挥的乌克兰反抗军小队扮装成苏联游击队，袭击了萨尔内的一个村落，这是在沃里尼亚地区发生的第一件屠杀案，也被认为是大屠杀的前奏，在这次袭击中，受害人估计149人至173人不等。1943年屠杀行动有组织地从东向西进行，3月先是在科斯托皮尔和萨尔内开始。4月扩展至克列梅涅茨、罗夫诺、杜布诺和卢茨克地区。到了4月初，乌克兰反抗军杀害了大约7,000多名手无寸铁的男子、妇女和儿童。
4月22日至23日晚上，由伊万·利文丘克（Ivan Lytwynchuk）指挥的乌克兰武装组织袭击了雅诺瓦-多利纳（Janowa Dolina）村庄，杀害了600人，并烧毁了整个村庄。制造了雅诺瓦-多利纳大惨案。在利普尼基村 （Lipniki），大约有180多村民遇害，作为幸存者，后来成为波兰唯一宇航员的米罗斯瓦夫·赫尔曼谢夫斯基的全家几乎被杀害，其中还有波兰当代作曲家克尔热西米尔·德布斯基的祖父母遇害。少数幸存者是因为得到了友好的乌克兰家庭的庇护。
在舒姆斯克（Szumski）一帶和诺瓦-诺维察地區（Nowa Nowica，今乌克兰伊万诺-弗兰科夫斯克州）的波兰居民，因曾与德国当局的合作而遭到乌克兰反抗军的报复。当乌克兰反抗军进攻庫季村庄时，当地波兰的自卫武装组织了抵抗，在战斗中至少有53名波兰人被打死，之后德军抵达了库季村，在德军的保护之下，其余的村民决定撤离村庄。乌克兰反抗军指挥官马克西姆·斯科鲁普斯基（Maksym Skorupskyi）在他的日记中写道。“从我们在库蒂的行动开始后，每天黄昏时分，天空都沐浴在火光之中，整个波兰村庄在燃烧。”
到了1943年6月和8月，屠杀区域蔓延到了科韦利、沃洛德米爾、霍羅希夫以及柳博姆利等地。在此期间，乌克兰反抗军高级将领德米特里·克里亚奇夫斯基发布了以下的秘密指令：

我们应该采取大规模的行动来清理波兰人。随着德国军队的撤退，我们应该利用这一有利时机，清除16至60岁的全部男性。我们不能输掉这场战斗，必须不惜一切代价削弱波兰军队。坐落在大片森林旁边的（波兰人）村庄和定居点，应该从地球上消失。

然而实际上，受害者有不少妇女和儿童。1943年7月11日被认为是大屠杀中最血腥的一天，有许多关于乌克兰反抗军对波兰人的袭击从一个村庄到另一个村庄的报道。[85] 在这一天，乌克兰反抗军包围和袭击了分别位于科韦利、弗拉基米爾-沃倫斯基區、戈罗霍夫三个地区的波兰人居住的村庄，总共袭击了167个城镇和村庄，当地的波兰人几乎没能来得及逃离而遭到屠杀，屠杀过后的村庄被焚烧成废墟。在一个被称为古罗村大屠杀的惨案中，同村的480个村民仅有70人幸存下来；在奥尔热津的一个波兰人定居点，当地的340人中有306人遇害；苏多瓦村，600多波兰村民仅有20多人幸存下来；在扎加耶村大屠杀中，350多村名中仅有少数幸存。

#### 东加利西亚地区

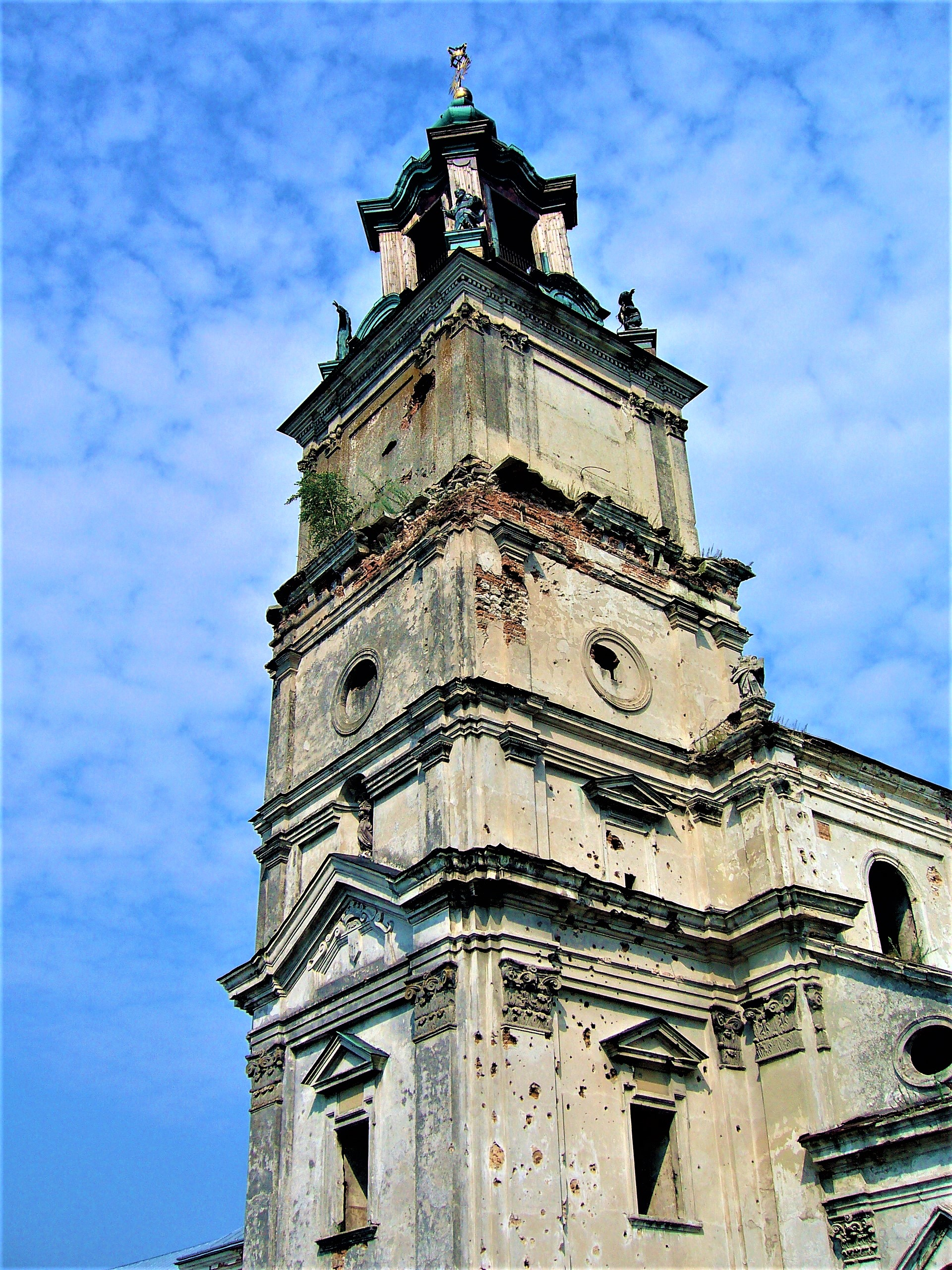
皮德卡明修道院塔楼上的弹痕。1944年3月12日许多波兰人逃到这里避难，修道院遭到攻击

1943年至1944年初，很多居住在沃里尼亚地区的波兰人被迫逃离，冲突蔓延到了东加利西亚地区。在沃里尼亚地区很多波兰人居住的村落在没有被警告的情况下，突然遭到了袭击，而在东加利西亚，乌克兰反抗军则首先发出警告，劝说波兰人离开，之后再采取行动。因而波兰人有机会逃离屠杀，或者组建自己的武装组织保护自己。因而东加利西亚地区的遇难人数低于沃里尼亚地区。但即便如此，乌克兰民族主义者在东加利西亚地区采用的屠杀手段与沃里尼亚地区无异。1944年2月28日，在Korosciatyn村，135名波兰人被杀害，战后出生的波兰神父塔德乌什·伊萨科维奇·扎列斯基的父亲扬·扎列斯基（Jan Zaleski）目睹了屠杀，他在日记中写道：“屠杀几乎持续了一整夜。我们听到到处是可怕的哭声、牛群被活活烧死的吼叫声和枪声”。
1944年夏天结束时，为了将波兰人驱赶到桑河西岸，在东加利西亚地区发生的针对波兰人的大规模恐怖行动中，有25,000多波兰人被杀害，波兰历史学家格热戈日·莫蒂卡估计遇难者为3万至4万不等。
到1944年秋天，针对波兰人的屠杀行动停止了，但是在1944年底至1945年初，乌克兰反抗军在捷尔诺波尔地区进行了以此最后大规模的屠杀活动，1945年2月5日至6日乌克兰武装组织袭击了布恰奇附近的波兰人村庄巴利什（Barysz），有126名波兰人被杀，其中包括妇女和儿童。几天之后，2月12日和13日两天，在彼得罗·哈姆丘克（Petro Khamchuk）的指挥下，波兰人定居点Puźniki再次遭到洗劫，大约100多人遇害，幸存者逃到了今天波兰境内的临近普魯德尼克和西里西亞涅米斯沃维茨。

### 波兰人的自卫武装
乌克兰反抗军对波兰人的大屠杀促使波兰人在1943年4月开始组织自卫，在沃里尼亚地区大约组建了100多个武装组织。最初，武装组织从德国人那里获得武器，但是后来德国军队收缴了武器并逮捕了武装组织的领导人，于是武装组织转而依靠来自波兰国内武装和苏联游击队方面的武器提供。
1943年夏天，波兰自卫组织开始了对乌克兰平民的报复性屠杀，其中包括并没有参与屠杀的乌克兰无辜村民。在报复过程中，沃伦地区被屠杀的乌克兰平民总数估计为2000-3000人。7月20日，波兰国内抵抗军队召波兰自卫队接受其指挥，之后并宣布在没有波兰人口的领土上支持乌克兰独立，并要求停止对平民的屠杀。1943年8月26日指挥官卡齐米日·邦宾斯基在写给当地波兰自卫队的一封信中，谴责了对邻近的乌克兰村庄的焚烧和杀戮行径。

### 德国占领军的态度
德国占领军虽然没有直接参与冲突，但是却乐见双方彼此大打出手，甚至怂恿双方对对方实施报复。由于为德国占领军效力的乌克兰警察经常开小差，于是德国人就用波兰人取代他们的位置，当地波兰人之所以协助德国占领军，是为了自我保护和对乌克兰人进行报复。德国人要求这些加入警察部队的波兰人对开小差的乌克兰警察和家人格杀勿论，并摧毁他们的村庄。因此，这些活动被乌克兰民族主义者们用来对波兰人实施种族屠杀的理由。

## 二战结束后
二战结束后直至1947年，尽管一些地区依然存在着民间的相互报复行为，但是作为双方两只主要武装部队的乌克兰反抗军和波兰领导自由与独立运动的家乡军，在东正教和罗马天主教神职人员的调解下，双方指挥官举行了会晤，决定停火并停止任何针对双方平民的暴力行动。为了共同反抗以苏联为代表的共产主义政权，两只部队一起合作，在1945年5月直至1946年上半年期间，不断开展了袭击苏联军队的据点、爆炸桥梁、铁路以及袭击当地的共产党政府机构以及监狱等破坏活动。为此苏联当局与波兰共产党政府共同清扫了反抗力量，为了切断波兰人与乌克兰人之间在当地的连带关系以及重新划定苏联与波兰的国界，截至1946年8月，苏联政府强迫住在现在波兰境内的将近50万乌克兰人迁移到苏联境内。1948年之后，这两个军事组织也不复存在，其成员或被捕或逃往西方。

## 遇难人数
研究东欧历史的美国阿拉巴马大学历史教授乔治·利贝尔（George Liber）指出：

对广泛流传的死亡人数的估计，应持谨慎态度......。它很容易将高估数字和低估数字之间的差异分割开来，或者利用平民受害者的高估人数来为种族灭绝的说法进行合理化......。根据波兰和乌克兰受害者的人数与居住在霍尔姆地区、西沃里尼亚和东加利西亚的波兰人和乌克兰人的总人数相比，这场波兰和乌克兰之间的暴力活动代表了一场广泛而激烈的民族冲突，无论是乌克兰反抗军还是波兰武装都对对方的平民实施了暴行。

### 波兰人死亡人数

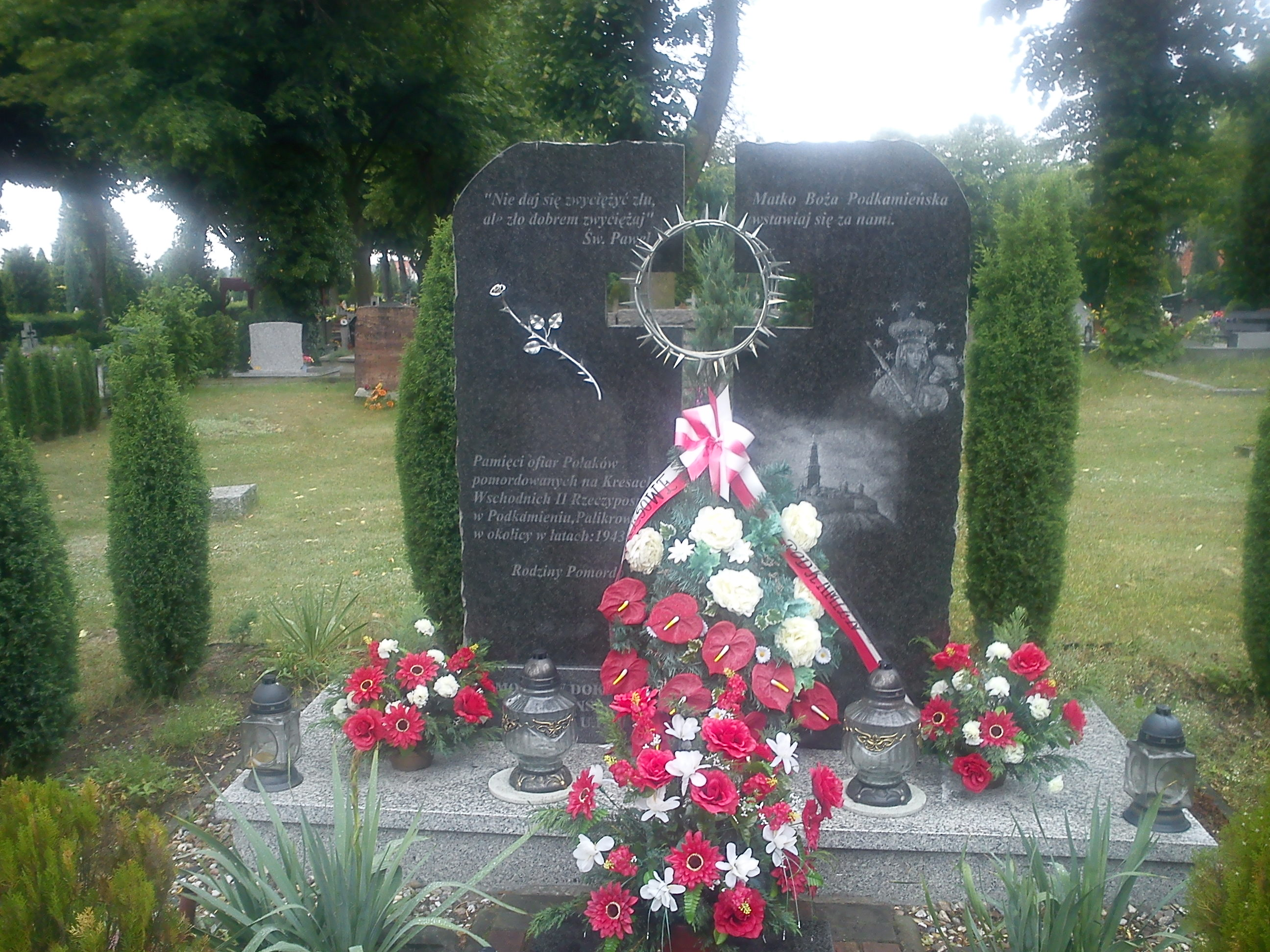
波蘭境内的遇難者紀念碑

对沃里尼亚地区被杀害的平民死亡数字至今仍在研究中，据迄今为止的估算，在当地的波兰人当中至少有10%的人遇害。这些遇害者人数约占战前乌克兰反抗军活动区域内波兰人口的1%，占乌克兰和波兰整个波兰裔民族人口的0.2%。战前的波兰东部领土先后遭到苏联和德国的入侵，乌克兰反抗军对波兰人的屠杀以及战后苏联对波兰人的驱逐，使得波兰人在该地区几乎消失殆尽，幸存者离开了沃里尼亚地区，大部分迁移到邻近的卢布林和下西里西亚地区。
据波兰国家记忆研究院估计，大约有多达10万多波兰人遇害，其中沃里尼亚地区至少有4万至6万遇害者、东加利西亚有3万至4万多遇害者、小波兰省有4,000多遇害者，当中包括海乌姆地区的2,000多遇害者。对遇害者数字估计也有来自其他方面不同的说法，有认为遇害者数字为25,000至40,000之间，英国历史学家尼尔·弗格森估计两个地区的波兰遇害者总数在60,000至80,000之间，波兰历史学家格热戈日·罗索林斯基-利贝认为的遇害者数字则在70,000至100,000之间。
波兰作家埃娃·希玛兹科根据收集的幸存者口述，记录了33,454名波兰受害者，其中已得知遇害者姓名的有18,208人，2010年她对统计数字做了修正，将记录的遇害者人数增加到38,600人，其中已知姓名者达到22,113人。
1994年6月7至9日，作为推广普及波兰和东欧历史知识的非政府公益性组织卡尔塔基金会（波兰语：Ośrodek）在波德科瓦莱希纳举办了有史以来首次关于1943年乌克兰-波兰种族屠杀的历史研讨会，与会者有近50多名波兰和乌克兰学者参加，研讨会上对沃里尼亚地区的50,000多人波兰遇难者的数字估计做出了确定性的结论。此外，这些数字还包括在库季被杀害的波兰籍亚美尼亚人。2011年的研究活动引用了得到确认的全部地区的91,200名遇害者，其中已知姓名的有43,987人。

### 乌克兰人死亡人数
对大屠杀期间，关于遭到波兰自卫武装的报复而遇害的乌克兰人死亡数字，许多学者提出了自己的观点。
瑞典裔美国历史学者佩尔·安德斯·鲁德灵估计，在沃里尼亚地区遭到波兰人报复的乌克兰遇害者大约2,000人-3,000人，波兰历史学家格热戈日·罗索林斯基-利贝认为二战期间和战后被波兰人杀害的乌克兰人包括乌克兰反抗军和平民人数为10,000-20,000人，英国伯明翰大学研究俄国和乌克兰政治历史的卡塔琳娜·沃尔丘克（Kataryna Wolczuk）教授认为在1943年至1947年期间乌克兰受难者人数达到10,000至30,000人。
研究波兰-乌克兰关系史的波兰历史学者格热戈日·莫蒂卡认为沃里尼亚地区乌克兰遇害者人数为2,000-3,000人，从1943年-1947年期间所有的冲突地区乌克兰遇难者大约为10,000-15,000人，这其中大部分发生在战后的波兰境内（大约8,000-10,000人，包括1944-1947年被杀的5,000-6,000乌克兰人）
历史学家提摩希·D·史奈德指出，乌克兰受害者中也包括因为同情波兰受害者被乌克兰民族主义者视为叛徒而遭到杀害。

## 影视作品
波兰电影导演沃伊切赫·斯马乔夫斯基执导的电影《沃伦大屠杀》于2016年公开上映，该影片再现了这场惨绝人寰的历史画面。
- 电影片段 （页面存档备份，存于）